# خنوخ (یوتا)
خنوخ (به انگلیسی: Enoch) شهری در ایالت یوتا کشور ایالات متحده آمریکا است که جمعیت آن در سرشماری سال ۲۰۱۰ میلادی، ۵٬۸۰۳ نفر بوده‌است.